# Cherves-Châtelars
 Cherves-Châtelars  là một xã thuộc tỉnh Charente trong vùng Nouvelle-Aquitaine tây nam nước Pháp. Xã nay có độ cao trung bình 234 mét trên mực nước biển.